# Euoplocephalus tutus
Euoplocephalus tutus (en griego "cabeza bien acorazada protegida con seguridad") es la única especie conocida del género extinto Euoplocephalus de dinosaurio tireóforo anquilosáurido, que vivieron a finales del período Cretácico, hace aproximadamente 76,5 y 75,4 millones de años, en el Campaniense en lo que hoy es Norteamérica.

## Descripción
Euoplocephalus medía aproximadamente 5,5 metros de largo y pesaba aproximadamente 2,5 toneladas. Siendo superado en tamaño solo por el Ankylosaurus y quizás también  por Tarchia y Cedarpelta dentro de los anquilosáuridos. Su cuerpo era ancho, 2,4 metros de lado a lado, profundo, de aproximadamente 1,20 metros de altura, colocado sobre cuatro patas cortas y poderosas.
Como en la mayoría de los ornitisquios cuadrúpedos, su cuello es moderadamente corto. La escápula es masiva y robusta, y las extremidades anteriores muy robustas son más cortas que las patas traseras y los cuatro miembros estaban provistos con las garras en forma de casco. Como todos los anquilosáuridos, tenía un cráneo plano, grueso y triangular. La boca tenía un pico córneo y los dientes eran pequeños y rugosos con forma de hojas con un cuello corto.

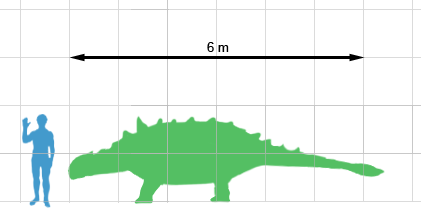
Comparación de tamaños de un humano con el espécimen AMNH5405 de Euoplocephalus.

La región superior del cuerpo, incluyendo al cuello y la cabeza, estaba cubierta por grandes placas de hueso fijas y cuernos cónicos óseos. Euoplocephalus estaba cubierto con bandas de armaduras, que permitieron una asombrosa flexibilidad. Fue el primer anquilosáurido descubierto con los párpados acorazados que podían cerrarse para cubrir sus ojos. Cada trozo de armadura estaba compuesto de una placa oval gruesa, encajada en la gruesa piel circundante tachonada con los osteodermos pequeños de cerca de 10 a 15 centímetros de largo. Además, poseía espinas que recorrían la espalda hacia su parte posterior desde el centro hacia los lados.
Euoplocephalus tenía cuernos grandes en la parte posterior de su cabeza. La cola era rígida y la llevaba suspendida en el aire, poseyendo un mazo óseo en su extremo. En la mayoría de los dinosaurios, el músculo caudofemoralis se utilizaba para mover el fémur hacia atrás al caminar, pero en los Euoplocephalus se empleaba adicionalmente para menear su mazo y pivotarlo de lado a lado para su defensa. Internamente, muchos huesos estaban fundidos juntos para proporcionar la ayuda para la pesada armadura. Las vértebras dorsales se unían con las costillas, y varias de las espinas dorsales por delante de las caderas,  las vértebras presacras, también se fundían en una barra. La cola tenía un entramado de tendones osificados unido a las vértebras caudales.

### Rasgos distintivos
El cráneo de Euoplocephalus se puede distinguir de la mayoría de los otros anquilosáuridos por varios detalles anatómicos, incluyendo el patrón del arreglo óseo en la región delante de los ojos. La forma de los huesos palpebrales
, huesos pequeños sobre los ojos, que pueden haber servido como párpados huesudos. La poca profundidad del vestíbulo nasal en la entrada de la cavidad nasal. La curva medial de las filas de dientes en la mandíbula superior y los dientes, que son relativamente pequeños, carecen de cingula verdadera y tienen estriado variable de los dentículos. Sin embargo, estos rasgos se comparten con una serie de formas estrechamente relacionadas, algunas de las cuales en el pasado se han incluido en el género. Al combinar tales formas, Walter Coombs y Teresa Maryańska declararon en 1990 que Euoplocephalus podía distinguirse según cuatro rasgos. Los premaxilares, los huesos del hocico frontal, no están cubiertos por osificaciones dérmicas. Las fosas nasales externas son en forma de hendidura, mirando hacia el frente y cada una está dividida por una lámina ósea vertical o septum. El pico tiene una anchura igual o mayor que la distancia entre el maxilar trasero, la parte superior de la mejilla y las filas de dientes. El pie tiene tres dígitos, metatarsianos con dedos.
En 2013, Victoria Arbor y Phil Currie brindaron un diagnóstico diferencial, que distinguió a Euoplocephalus de sus parientes más cercanos. Cuando se compara con Anodontosaurus y Scolosaurus, Euoplocephalus carece de osteodermos redondos en la base de los cuernos escamoso y cuadratojugal. Comparado con el Anodontosaurus, carece de pequeños osteodermos en las bases de los grandes osteodermos en el primer medio anillo cervical, pero, a diferencia de ese género, tiene grandes osteodermos redondeados a los lados de la porra de la cola. Se diferencia del Dyoplosaurus en poseer costillas sacras que perpendicularmente apuntan hacia afuera. Se diferencia de Scolosaurus en que posee osteodermos quillados con una base redonda u ovalada en la parte superior y en los lados del primer medio anillo cervical y con una lámina posterior más corta del ilion. Euoplocephalus se diferencia de Ankylosaurus en poseer fosas nasales externas dirigidas anteriormente y en carecer de una quilla continua entre el asta escamosa y los supraorbitales.

### Esqueleto

#### Cráneo

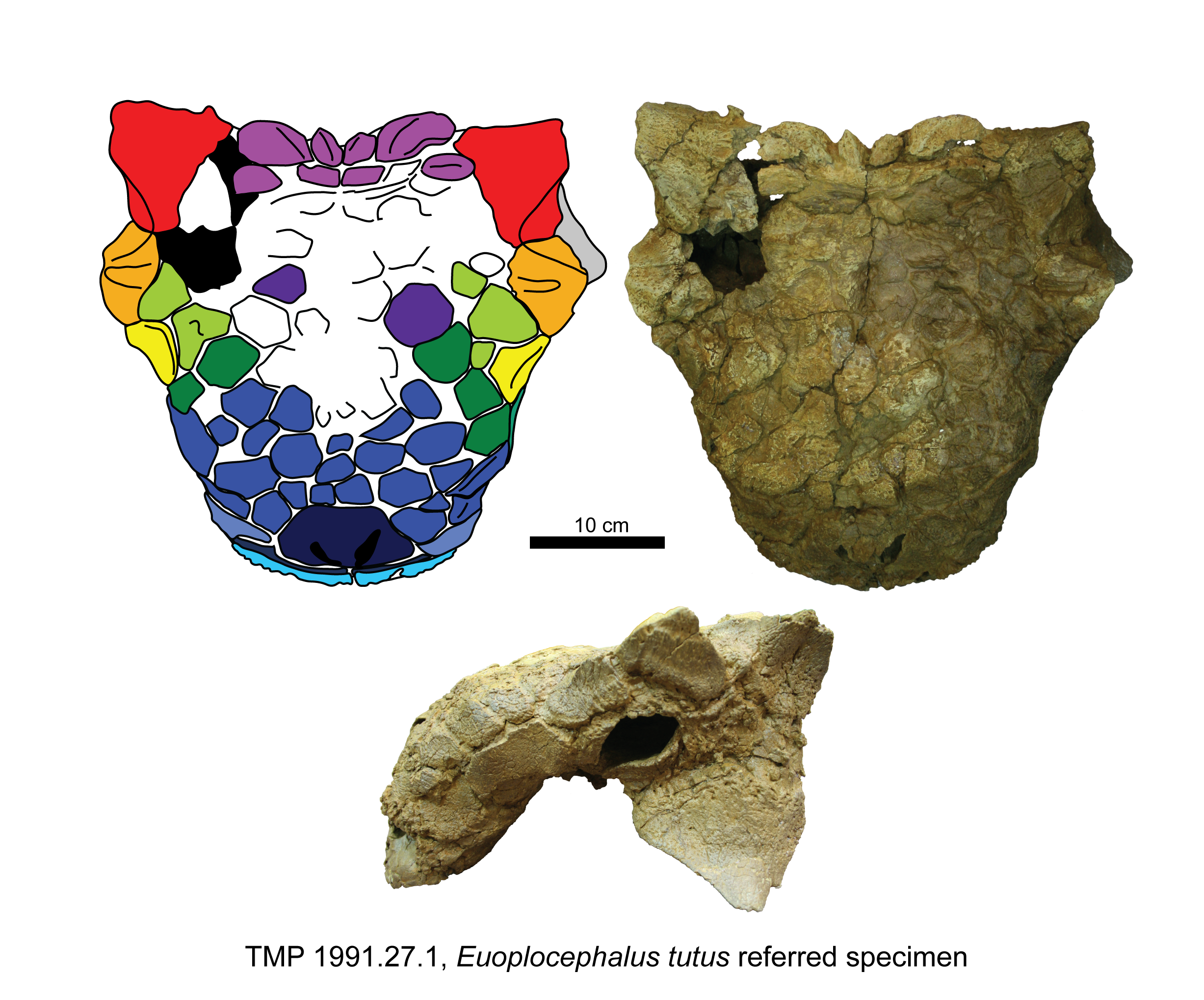
Cráneo del espécimen TMP 1991.127.1.

El cráneo de Euoplocephalus se asemeja a un triángulo equilátero truncado cuando se ve desde arriba, y es un poco más ancho que largo. El cráneo más grande conocido, el del espécimen AMNH 5403, tiene una longitud de 411 milímetros y un ancho de 478 milímetros. La mayoría de los elementos del cráneo están completamente fusionados y dos aberturas de cráneo normalmente presentes con dinosaurios, la fenestra antorbital y la fenestra temporal superior, se han cerrado. El cráneo tiene entre diecinueve y veinticuatro dientes en cada mandíbula superior. El hueso del hocico más rostral, el premaxilar, no tiene dientes. Los dientes son muy pequeños, con una altura y anchura máxima de tan solo 7,5 milímetros. El hocico fuertemente caído es romo, ancho y alto y está lleno de pasajes de aire y senos paranasales muy complejos, cuya forma y función aún no se comprenden completamente. Cada lado tiene dos fosas nasales externas. La mandíbula inferior tiene un borde superior muy cóncavo con veintiún dientes. En su parte rostral está presente una extensión baja y corta, para proporcionar contacto con el ancho predentario, el núcleo óseo del pico córneo inferior, que encaja dentro del pico superior del hocico.

#### Cola
La cola es larga y termina en una porra ósea. Las restauraciones antiguas de Euoplocephalus y los sus antiguos sinónimos ahora rechazados Dyoplosaurus y Scolosaurus a menudo muestran una porra con dos picos verticales grandes. Este es un error basado en una restauración de Scolosaurus por Franz Nopcsa, el espécimen que usó tenía una cola incompleta que llegaba justo más allá del par de puntas cónicas que ahora se sabe que se han colocado a medio camino a lo largo de la cola. Él restauró la cola que termina justo después de las espinas. Posteriores artistas combinaron los picos con la porra de la cola, lo que aumentó la inexactitud. La mitad distal estrecha de la cola está rígida por haces de tendones osificados.

#### Columna Vertebral
La columna vertebral de Euoplocephalus se compone de al menos siete vértebras cervicales, once vértebras dorsales "libres", típicamente cuatro "sacrodorsales" que forman una "vara sacra" enfrente del sacro propiamente dicho con tres vértebras sacras "verdaderas" , y entre una y cuatro "caudosacras". Al igual que con otros anquilosáuridos, las últimas cuatro vértebras dorsales y la primera vértebra caudal están fusionadas al sacro, formando un synsacro reforzado de al menos ocho vértebras, cuyas espinas forman una placa supraneural fusionada , incorporando también las zygapofisis. Hay al menos veintiuna vértebras caudales, el número total de vértebras caudales es incierto porque aproximadamente diez están fusionadas para formar parte de la porra de la cola, lo que hace que el total sea de aproximadamente treinta. Esta fusión también se ve en otros anquilosáuridos. Es posible que la extensión de la fusión sea una característica relacionada con la edad.

#### Miembros anteriores

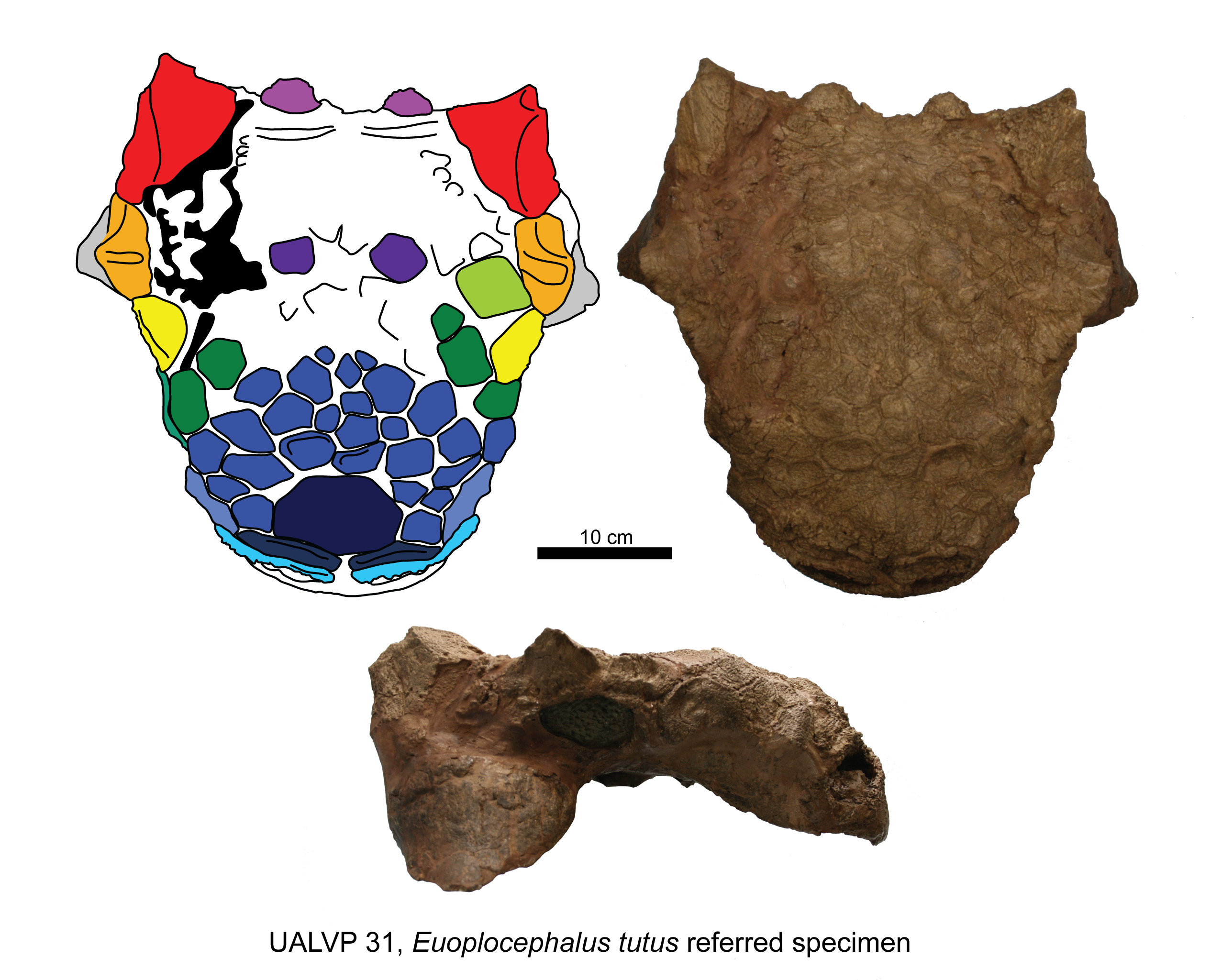
Cráneo del espécimen UALVP 31.

El húmero es muy robusto con juntas superiores e inferiores fuertemente expandidas, combinado con un eje estrecho. En el eje superior está presente una enorme cresta deltopectoral de la cual la parte inferior no se fusiona gradualmente con el eje, sino que está curvada hacia el frente, formando un botón o labio grueso. Todo esto indica una musculatura muy pesada. En la parte inferior del brazo, el robusto cúbito tiene un proceso de olécranon bien desarrollado. Los huesos de la muñeca y la mano no son bien conocidos.

#### Miembros posteriores
El hueso púbico es desconocido. El isquion es una tira ósea corta, curva y colocada verticalmente. El fémur es corto, robusto y recto, con un cuarto trocánter bajo situado debajo del punto medio del eje. La tibia robusta es más corta que el fémur. El pie no es bien conocido, pero funcionalmente tridactilo con forma de pezuña en lugar de garras afiladas.

### Armadura
La cabeza y el cuerpo de Euoplocephalus estaban cubiertos con una armadura ósea, a excepción de partes de las extremidades y posiblemente la cola distal. La armadura consistía en osteodermos, osificaciones de la piel que no forman parte del propio esqueleto. Esta armadura fue descrita ampliamente en 1982 por Kenneth Carpenter, quien, sin embargo, se basó en gran medida en el ejemplar muy completo NHMUK R5161, el holotipo de Scolosaurus, que ya no se considera sinónimo de Euoplocephalus. Cuando se limita al material del último género, poco se sabe de la configuración exacta de la armadura, con la excepción de la cabeza y el cuello. El espécimen más informativo a este respecto sería ROM 1930, habiendo conservado algunos osteodermos del torso en su posición original.

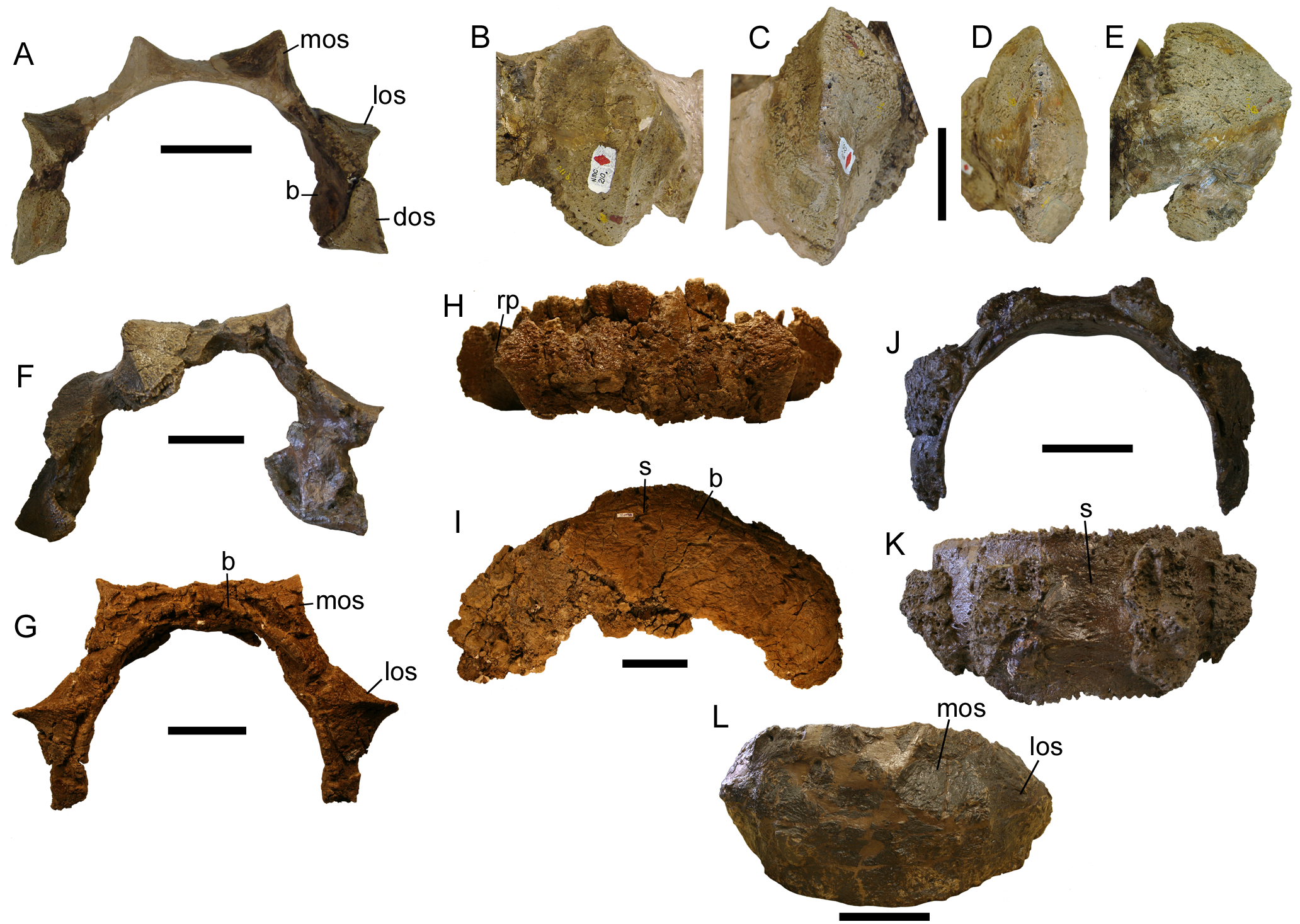
Media anillos cervicales y osteodermos.

En cualquier caso, gran parte de la armadura estaba formada por pequeños osículos, escudos redondos y huesudos con un diámetro de menos de cinco milímetros, de los cuales a menudo se han encontrado cientos en un solo espécimen. Si la armadura estaba configurada de manera idéntica a la de Scolosaurus, muchos de estos pequeños osículos se habían fusionado en una especie de pavimento, formando bandas transversales en el cuerpo. Se cree que el arreglo de bandas ha permitido cierta libertad de movimiento. Cuatro de estas bandas podrían haber estado presentes en la mitad anterior de la cola, tres en la pelvis, quizás fusionadas en un solo "escudo sacro", y cuatro en la parte frontal del torso. Las inserciones en estas bandas eran filas horizontales de escudos ovalados, planos o con quillas más grandes. Los tipos de grandes escudos varían por región del cuerpo. Podría ser que los escudos en el hombro, cerca de la línea media del cuerpo, fueran los más altos y grandes. ROM 1930 incluye algunos osteodermos con una longitud de base de 15 centímetros. Poco se sabe sobre la armadura de las extremidades. Las placas grandes con quilla estaban presentes en la parte superior de los brazos, como muestra la muestra TMP 1997.132.01, conservando un osteodermo redondo cerca del húmero con un diámetro de 20 centímetros y picos más estrechos asociados con la parte inferior del brazo. El cuello estaba protegido por dos anillos de hueso, abiertos en la parte inferior, que se llaman "medias anillas cervicales". Anteriormente visto como una fusión de osteodermos, esto fue rebatido por Arbor et al. en 2013, señalaron que formaban una capa inferior, que posiblemente consistía en cartílago osificado, según lo indicado por una superficie lisa y una textura tejido óseo. Cada medio anillo está construido de seis placas cóncavas rectangulares, tres por lado. Cada placa tiene un gran osteodermo quillado en la parte superior, que a menudo no se fusiona con él. Con Euoplocephalus, estos osteodermos del cuello no tienen osteodermos más pequeños en sus bases, y sus quillas no sobresalen de sus bordes posteriores.
La armadura del cráneo consiste en un gran número de osículos, llamados caputégulas, "azulejos de la cabeza", que se han fusionado con los elementos normales del cráneo, desvaneciendo en gran medida sus suturas. En el hocico forman un mosaico caótico y asimétrico. En la región nasal posterior, en la línea media hay una única placa más grande hexagonal. Una placa quillada por lado, algo más en la parte posterior forma el borde del hocico. Detrás del nivel de las cavidades oculares, las caputégulas se fusionan en una sola superficie ósea. El borde superior de las cuencas oculares está formado por dos osteodermos en forma de pirámide que apuntan hacia los lados y hacia atrás. Además, Euoplocephalus tenía dos "cuernos" con forma de pirámide que crecían desde las esquinas posteriores de su cabeza. Entre ellos los la cresta de la nuca está cubierta por dos osteodermos por lado. En la parte posterior inferior del cráneo, un cuerno cuadratojugal está presente, en forma de un enorme osteodermo con forma de lengua que se proyecta hacia abajo.

## Descubrimiento e investigación
El paleontólogo canadiense Lawrence Morris Lambe descubrió el primer espécimen el 18 de agosto de 1897 en el área del actual Parque provincial de los dinosaurios, en el valle del río Red Deer, Alberta, Canadá. En 1902, este fósil, CMN 210, también llamado NMC 210, fue designado como el espécimen holotipo de la especie tipo Stereocephalus tutus. Este espécimen consiste en la parte superior de un cráneo y una serie transversal de cinco escudos que formaban parte de un medio anillo cervical. El nombre genérico se deriva del griego στερεός, estéreos, "sólido", y κεφαλή, kephalè, "cabeza", que se refiere a la armadura formidable. Sin embargo, el nombre del género ya estaba preocupado , el nombre ya se había dado a un insecto, el escarabajo Stereocephalus (Lynch 1884), por lo que Lambe lo cambió a Euoplocephalus en 1910, con una nueva combinación Euoplocephalus tutus. La especie tipo sigue siendo Stereocephalus tutus. En 1915, Edwin Hennig clasificó E. tutus bajo el género Palaeoscincus (Leidy 1856), acuñando Palaeoscincus tutus. Hoy sin embargo, Palaeoscincus es considerado como un dudoso, basado en dientes de anquilosáuridos indeterminados. En 1964 Oskar Kuhn llamó a Euoplocephalus tutus Ankylosaurus tutus, incluyéndolo en Ankylosaurus.

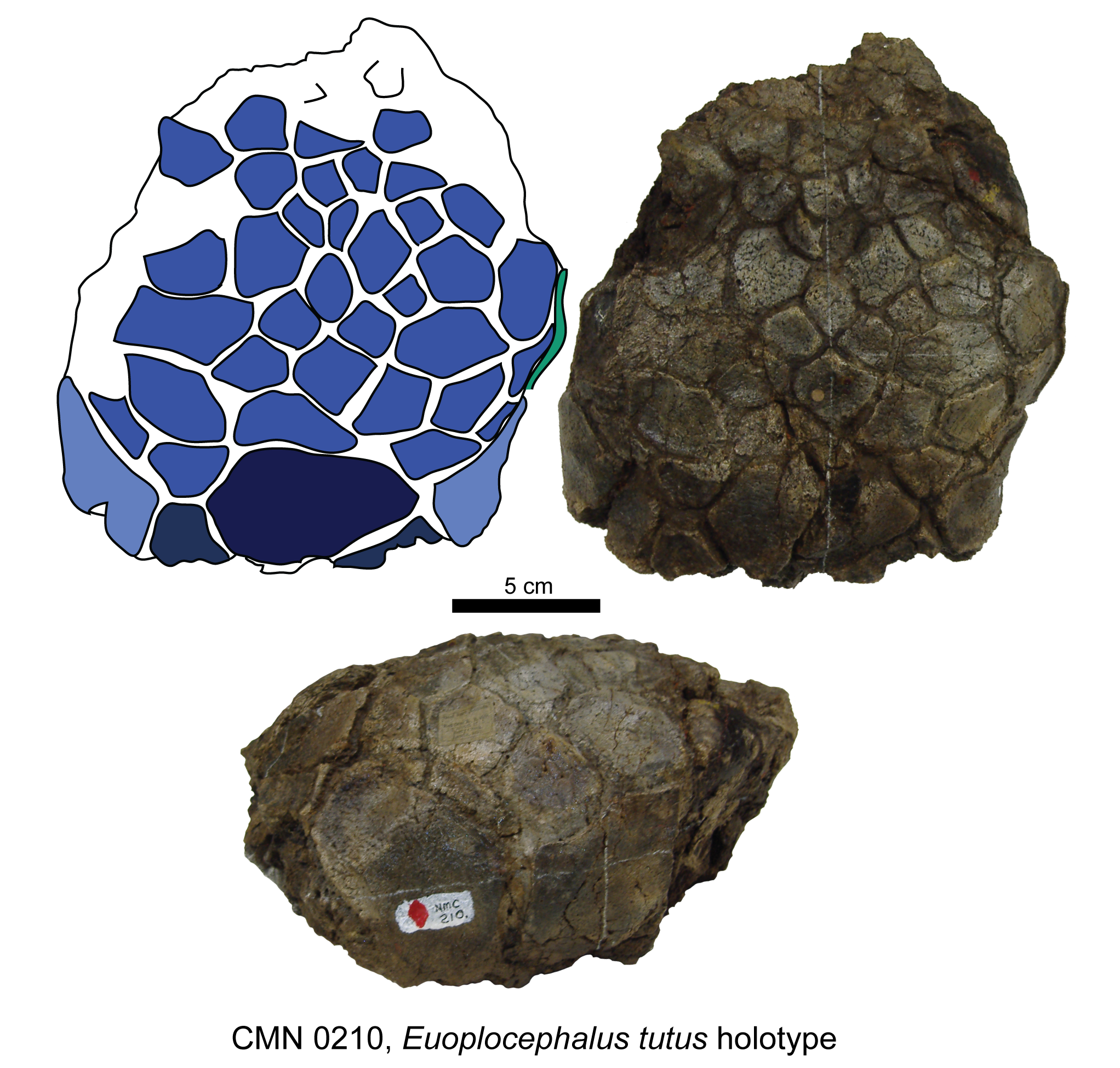
Cráneo del holotipo CMN 210.

El nombre de género, Euoplocephalus, significa "cabeza bien armada", deriva de las palabras griegas εů, eu, que significa "bien", òπλο , hoplo, "armado", y κεφαλή, kephale , "cabeza". Este nombre ha sido mal escrito en más de una docena de formas diferentes en la literatura científica formal. El nombre específico tutus significa "protegido con seguridad" en latín. La única especie válida conocida hoy en día es Euoplocephalus tutus.
Durante los primeros años del siglo veinte, se descubrieron muchos más fósiles anquilosáuridos en América del Norte. Algunos fueron referidos a Euoplocephalus, otros nombrados como géneros separados. En 1971, sin embargo, Walter Coombs presentó una disertación que contenía una revaluación histórica de los anquilosáuridos norteamericanos. Señaló que, entre los muchos especímenes similares a Euoplocephalus, sus cráneos variaban tanto que cada uno de los especímenes conocidos debía ser una nueva especie o todos representaban una variación individual dentro de Euoplocephalus tutus. Partiendo de este supuesto de que solo existía una especie de anquilosáurido durante la etapa Campaniana del Cretácico superior, Coombs definió los géneros Anodontosaurus, Dyoplosaurus y Scolosaurus dentro de Euoplocephalus y las especies A. lambei, D. acutosquameus y S. cutleri en E .tutus, creando una especie que abarcó casi diez millones de años, o todo el Campaniaense. Los fósiles ahora referidos a esta especie contenían más de cuarenta individuos descubiertos en Alberta, Canadá y Montana en los Estados Unidos, lo que hubiera hecho de Euoplocephalus el anquilosáuridos más conocido. Esto incluía quince cráneos, dientes y algunos esqueletos casi completos, encontrados con la armadura en su lugar. Las placas de armadura individuales son el elemento más comúnmente encontrado de ellas. En 1978, Coombs incluso incluyó al asiático anqlosáurido Tarchia en el género, renombrándolo como Euoplocephalus giganteus.

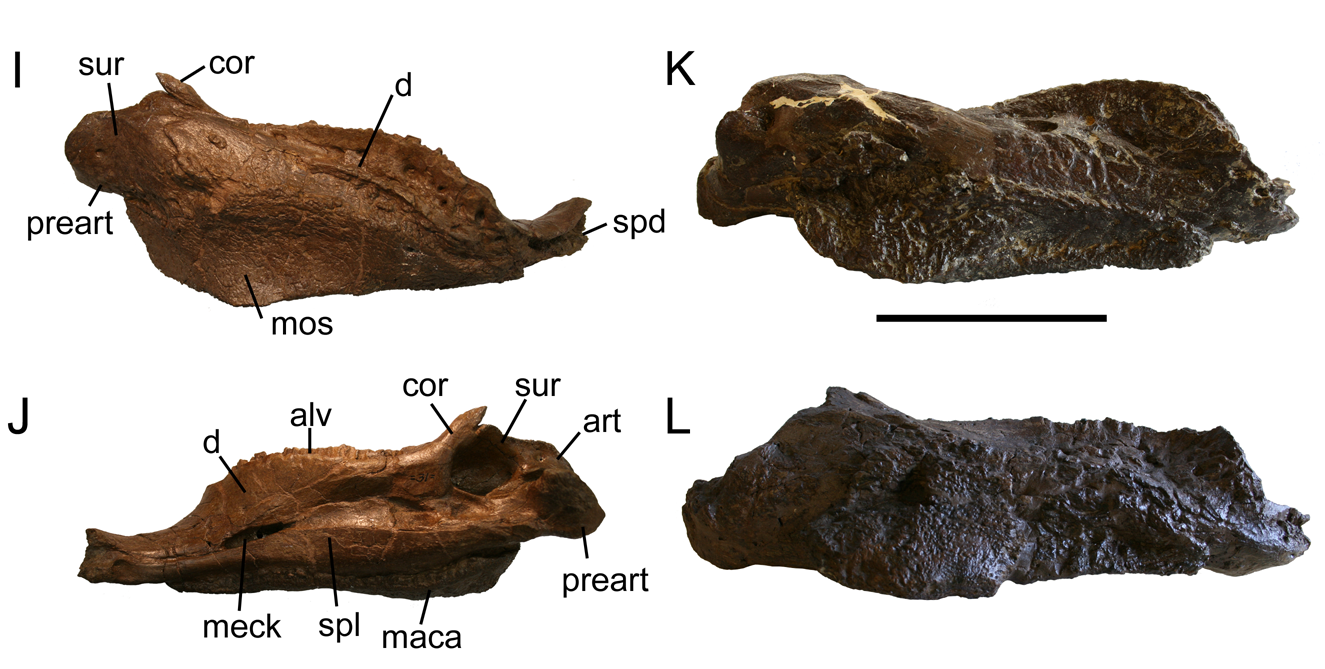
Mandíbulas (I, J), con las de géneros relacionados.

La sinonimia de todos los anquilosáuridos norteamericanos del Campaniaense se siguió durante varias décadas,  hasta que los científicos de la Universidad de Alberta comenzaron a reexaminar los fósiles. Un estudio de 2009 encontró que Dyoplosaurus es de hecho un taxón válido e identificó características únicas que lo diferenciaron de Euoplocephalus, incluidas sus garras triangulares. Victoria Arbor en 2010 argumentó que Anodontosaurus, conocido por la formación Cañón Herradura, es distinto de Euoplocephalus y también es un taxón válido; Según Arbor, Anodontosaurus difiere de Euoplocephalus en el cráneo distintivo y la ornamentación del medio anillo cervical, así como en la morfología de la porra de la cola, incluida la presencia de osteodermos de perilla triangular puntiagudos en Anodontosaurus. Además, Arbor en 2010 sugirió reasignar todos los especímenes de anquilosáuridos de la Formación del Cañón de Herradura de Euoplocephalus a Anodontosaurus. La validez de Anodontosaurus fue aceptada en dos estudios posteriores. El primero, publicado por Paul Penkalski y William T. Blows en 2013, también revalidó Scolosaurus.  El segundo estudio, de Penkalski en 2013, nombró y describió a Oohkotokia de Montana sobre la base de restos que originalmente se pensaba que eran referibles a Euoplocephalus.
Palaeoscincus asper, "el áspero", ahora se considera Euoplocephalus. Es un dudoso taxón basado en dientes de la formación Parque Dinosaurio de Alberta, nombrado por Lambe en 1902. Consiste en un solo diente, muestra NMC 1349.
En 2013, Arbor limitó los especímenes que podrían remitirse de manera confiable a Euoplocephalus a los treinta metros más bajos de la Formación Dinosaur Park. El material en ese caso, aparte del holotipo, consistiría en esqueletos parciales con cráneo AMNH 5337, AMNH 5403, AMNH 5404, AMNH 5405, ROM 1930 y UALVP 31.El esqueleto parcial que carece del cráneo AMNH 5406, CMN 842, un medio anillo cervical. CMN 8876, un cráneo, TMP 1979.14.74, un cráneo fragmentario y UALVP 47977, una pieza de techo calavera. Por lo tanto, las manos, los pies y la cola, incluida la porra, no se conocen completamente.

## Clasificación
En 1910, Lambe asignó Euoplocephalus a Stegosauria, un grupo que englobaba todas las formas de dinosaurios blindados y por lo tanto, tiene un rango mucho más amplio que el concepto actual. En 1917, Charles Whitney Gilmore lo asignó a los Ankylosauridae.  Hoy en día, Euoplocephalus todavía se considera dentro de Ankylosauridae, pero como un miembro de Ankylosauria , no la Stegosauria. Es probable que también sea un miembro de la subfamilia derivada Ankylosaurinae. La reciente división del material anquilosaúrido del Campaniano de América del Norte ha complicado el problema de las afinidades directas de Euoplocephalus. Penkalski en 2013 realizó un pequeño análisis filogenético de algunos especímenes anquilosaurinídos. El único espécimen de Anodontosaurus que se incluyó en este análisis fue su holotipo. Anodontosaurus se colocó en una politomía con el holotipo de Euoplocephalus y algunos especímenes que se le remitieron, mientras que Oohkotokia se colocó en un clado con Dyoplosaurus y los especímenes que se cree representan Dyoplosaurus o Scolosaurus.

### Filogenia
El siguiente cladograma se basa en un análisis filogenético de 2015 de Ankylosaurinae realizado por Arbor y Currie.

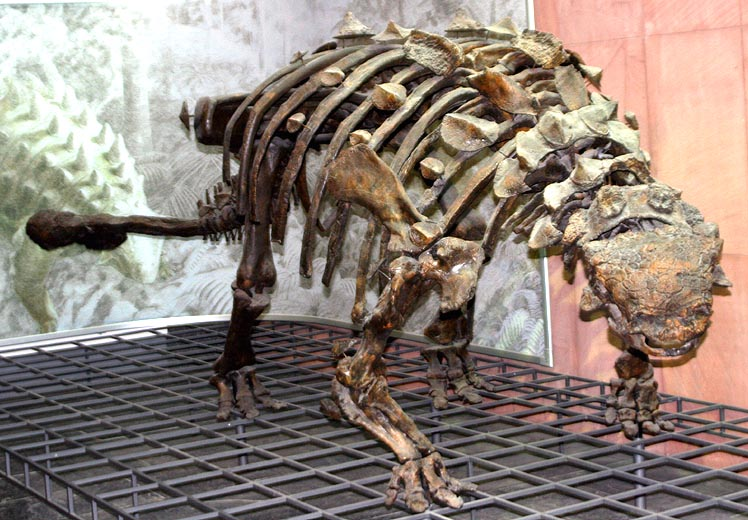
Esqueleto de Euoplocephalus.

|  | Saichania                                              |
|  |                                                        |
|  | \| \| Tarchia \| \| \| \| \| \| Zaraapelta \| \| \| \| |
|  |                                                        |
|  | Tarchia                                                |
|  |                                                        |
|  | Zaraapelta                                             |
|  |                                                        |

|  | Tarchia    |
|  |            |
|  | Zaraapelta |
|  |            |

|  | Talarurus         |
|  |                   |
|  | Nodocephalosaurus |
|  |                   |

|  | Ankylosaurus   |
|  |                |
|  | Anodontosaurus |
|  |                |

|  | Scolosaurus |
|  |             |
|  | Ziapelta    |
|  |             |

|  | Ankylosaurus   |
|  |                |
|  | Anodontosaurus |
|  |                |

|  | Scolosaurus |
|  |             |
|  | Ziapelta    |
|  |             |

|  | Talarurus         |
|  |                   |
|  | Nodocephalosaurus |
|  |                   |

|  | Ankylosaurus   |
|  |                |
|  | Anodontosaurus |
|  |                |

|  | Scolosaurus |
|  |             |
|  | Ziapelta    |
|  |             |

|  | Ankylosaurus   |
|  |                |
|  | Anodontosaurus |
|  |                |

|  | Scolosaurus |
|  |             |
|  | Ziapelta    |
|  |             |

|  | Talarurus         |
|  |                   |
|  | Nodocephalosaurus |
|  |                   |

|  | Ankylosaurus   |
|  |                |
|  | Anodontosaurus |
|  |                |

|  | Scolosaurus |
|  |             |
|  | Ziapelta    |
|  |             |

|  | Ankylosaurus   |
|  |                |
|  | Anodontosaurus |
|  |                |

|  | Scolosaurus |
|  |             |
|  | Ziapelta    |
|  |             |

|  | Talarurus         |
|  |                   |
|  | Nodocephalosaurus |
|  |                   |

|  | Ankylosaurus   |
|  |                |
|  | Anodontosaurus |
|  |                |

|  | Scolosaurus |
|  |             |
|  | Ziapelta    |
|  |             |

|  | Ankylosaurus   |
|  |                |
|  | Anodontosaurus |
|  |                |

|  | Scolosaurus |
|  |             |
|  | Ziapelta    |
|  |             |

|  | Saichania                                              |
|  |                                                        |
|  | \| \| Tarchia \| \| \| \| \| \| Zaraapelta \| \| \| \| |
|  |                                                        |
|  | Tarchia                                                |
|  |                                                        |
|  | Zaraapelta                                             |
|  |                                                        |

|  | Tarchia    |
|  |            |
|  | Zaraapelta |
|  |            |

|  | Talarurus         |
|  |                   |
|  | Nodocephalosaurus |
|  |                   |

|  | Ankylosaurus   |
|  |                |
|  | Anodontosaurus |
|  |                |

|  | Scolosaurus |
|  |             |
|  | Ziapelta    |
|  |             |

|  | Ankylosaurus   |
|  |                |
|  | Anodontosaurus |
|  |                |

|  | Scolosaurus |
|  |             |
|  | Ziapelta    |
|  |             |

|  | Talarurus         |
|  |                   |
|  | Nodocephalosaurus |
|  |                   |

|  | Ankylosaurus   |
|  |                |
|  | Anodontosaurus |
|  |                |

|  | Scolosaurus |
|  |             |
|  | Ziapelta    |
|  |             |

|  | Ankylosaurus   |
|  |                |
|  | Anodontosaurus |
|  |                |

|  | Scolosaurus |
|  |             |
|  | Ziapelta    |
|  |             |

|  | Talarurus         |
|  |                   |
|  | Nodocephalosaurus |
|  |                   |

|  | Ankylosaurus   |
|  |                |
|  | Anodontosaurus |
|  |                |

|  | Scolosaurus |
|  |             |
|  | Ziapelta    |
|  |             |

|  | Ankylosaurus   |
|  |                |
|  | Anodontosaurus |
|  |                |

|  | Scolosaurus |
|  |             |
|  | Ziapelta    |
|  |             |

|  | Talarurus         |
|  |                   |
|  | Nodocephalosaurus |
|  |                   |

|  | Ankylosaurus   |
|  |                |
|  | Anodontosaurus |
|  |                |

|  | Scolosaurus |
|  |             |
|  | Ziapelta    |
|  |             |

|  | Ankylosaurus   |
|  |                |
|  | Anodontosaurus |
|  |                |

|  | Scolosaurus |
|  |             |
|  | Ziapelta    |
|  |             |

|  | Saichania                                              |
|  |                                                        |
|  | \| \| Tarchia \| \| \| \| \| \| Zaraapelta \| \| \| \| |
|  |                                                        |
|  | Tarchia                                                |
|  |                                                        |
|  | Zaraapelta                                             |
|  |                                                        |

|  | Tarchia    |
|  |            |
|  | Zaraapelta |
|  |            |

|  | Talarurus         |
|  |                   |
|  | Nodocephalosaurus |
|  |                   |

|  | Ankylosaurus   |
|  |                |
|  | Anodontosaurus |
|  |                |

|  | Scolosaurus |
|  |             |
|  | Ziapelta    |
|  |             |

|  | Ankylosaurus   |
|  |                |
|  | Anodontosaurus |
|  |                |

|  | Scolosaurus |
|  |             |
|  | Ziapelta    |
|  |             |

|  | Talarurus         |
|  |                   |
|  | Nodocephalosaurus |
|  |                   |

|  | Ankylosaurus   |
|  |                |
|  | Anodontosaurus |
|  |                |

|  | Scolosaurus |
|  |             |
|  | Ziapelta    |
|  |             |

|  | Ankylosaurus   |
|  |                |
|  | Anodontosaurus |
|  |                |

|  | Scolosaurus |
|  |             |
|  | Ziapelta    |
|  |             |

|  | Talarurus         |
|  |                   |
|  | Nodocephalosaurus |
|  |                   |

|  | Ankylosaurus   |
|  |                |
|  | Anodontosaurus |
|  |                |

|  | Scolosaurus |
|  |             |
|  | Ziapelta    |
|  |             |

|  | Ankylosaurus   |
|  |                |
|  | Anodontosaurus |
|  |                |

|  | Scolosaurus |
|  |             |
|  | Ziapelta    |
|  |             |

|  | Talarurus         |
|  |                   |
|  | Nodocephalosaurus |
|  |                   |

|  | Ankylosaurus   |
|  |                |
|  | Anodontosaurus |
|  |                |

|  | Scolosaurus |
|  |             |
|  | Ziapelta    |
|  |             |

|  | Ankylosaurus   |
|  |                |
|  | Anodontosaurus |
|  |                |

|  | Scolosaurus |
|  |             |
|  | Ziapelta    |
|  |             |

|  | Saichania                                              |
|  |                                                        |
|  | \| \| Tarchia \| \| \| \| \| \| Zaraapelta \| \| \| \| |
|  |                                                        |
|  | Tarchia                                                |
|  |                                                        |
|  | Zaraapelta                                             |
|  |                                                        |

|  | Tarchia    |
|  |            |
|  | Zaraapelta |
|  |            |

|  | Talarurus         |
|  |                   |
|  | Nodocephalosaurus |
|  |                   |

|  | Ankylosaurus   |
|  |                |
|  | Anodontosaurus |
|  |                |

|  | Scolosaurus |
|  |             |
|  | Ziapelta    |
|  |             |

|  | Ankylosaurus   |
|  |                |
|  | Anodontosaurus |
|  |                |

|  | Scolosaurus |
|  |             |
|  | Ziapelta    |
|  |             |

|  | Talarurus         |
|  |                   |
|  | Nodocephalosaurus |
|  |                   |

|  | Ankylosaurus   |
|  |                |
|  | Anodontosaurus |
|  |                |

|  | Scolosaurus |
|  |             |
|  | Ziapelta    |
|  |             |

|  | Ankylosaurus   |
|  |                |
|  | Anodontosaurus |
|  |                |

|  | Scolosaurus |
|  |             |
|  | Ziapelta    |
|  |             |

|  | Talarurus         |
|  |                   |
|  | Nodocephalosaurus |
|  |                   |

|  | Ankylosaurus   |
|  |                |
|  | Anodontosaurus |
|  |                |

|  | Scolosaurus |
|  |             |
|  | Ziapelta    |
|  |             |

|  | Ankylosaurus   |
|  |                |
|  | Anodontosaurus |
|  |                |

|  | Scolosaurus |
|  |             |
|  | Ziapelta    |
|  |             |

|  | Talarurus         |
|  |                   |
|  | Nodocephalosaurus |
|  |                   |

|  | Ankylosaurus   |
|  |                |
|  | Anodontosaurus |
|  |                |

|  | Scolosaurus |
|  |             |
|  | Ziapelta    |
|  |             |

|  | Ankylosaurus   |
|  |                |
|  | Anodontosaurus |
|  |                |

|  | Scolosaurus |
|  |             |
|  | Ziapelta    |
|  |             |

|  | Saichania                                              |
|  |                                                        |
|  | \| \| Tarchia \| \| \| \| \| \| Zaraapelta \| \| \| \| |
|  |                                                        |
|  | Tarchia                                                |
|  |                                                        |
|  | Zaraapelta                                             |
|  |                                                        |

|  | Tarchia    |
|  |            |
|  | Zaraapelta |
|  |            |

|  | Talarurus         |
|  |                   |
|  | Nodocephalosaurus |
|  |                   |

|  | Ankylosaurus   |
|  |                |
|  | Anodontosaurus |
|  |                |

|  | Scolosaurus |
|  |             |
|  | Ziapelta    |
|  |             |

|  | Ankylosaurus   |
|  |                |
|  | Anodontosaurus |
|  |                |

|  | Scolosaurus |
|  |             |
|  | Ziapelta    |
|  |             |

|  | Talarurus         |
|  |                   |
|  | Nodocephalosaurus |
|  |                   |

|  | Ankylosaurus   |
|  |                |
|  | Anodontosaurus |
|  |                |

|  | Scolosaurus |
|  |             |
|  | Ziapelta    |
|  |             |

|  | Ankylosaurus   |
|  |                |
|  | Anodontosaurus |
|  |                |

|  | Scolosaurus |
|  |             |
|  | Ziapelta    |
|  |             |

|  | Talarurus         |
|  |                   |
|  | Nodocephalosaurus |
|  |                   |

|  | Ankylosaurus   |
|  |                |
|  | Anodontosaurus |
|  |                |

|  | Scolosaurus |
|  |             |
|  | Ziapelta    |
|  |             |

|  | Ankylosaurus   |
|  |                |
|  | Anodontosaurus |
|  |                |

|  | Scolosaurus |
|  |             |
|  | Ziapelta    |
|  |             |

|  | Talarurus         |
|  |                   |
|  | Nodocephalosaurus |
|  |                   |

|  | Ankylosaurus   |
|  |                |
|  | Anodontosaurus |
|  |                |

|  | Scolosaurus |
|  |             |
|  | Ziapelta    |
|  |             |

|  | Ankylosaurus   |
|  |                |
|  | Anodontosaurus |
|  |                |

|  | Scolosaurus |
|  |             |
|  | Ziapelta    |
|  |             |

|  | Saichania                                              |
|  |                                                        |
|  | \| \| Tarchia \| \| \| \| \| \| Zaraapelta \| \| \| \| |
|  |                                                        |
|  | Tarchia                                                |
|  |                                                        |
|  | Zaraapelta                                             |
|  |                                                        |

|  | Tarchia    |
|  |            |
|  | Zaraapelta |
|  |            |

|  | Talarurus         |
|  |                   |
|  | Nodocephalosaurus |
|  |                   |

|  | Ankylosaurus   |
|  |                |
|  | Anodontosaurus |
|  |                |

|  | Scolosaurus |
|  |             |
|  | Ziapelta    |
|  |             |

|  | Ankylosaurus   |
|  |                |
|  | Anodontosaurus |
|  |                |

|  | Scolosaurus |
|  |             |
|  | Ziapelta    |
|  |             |

|  | Talarurus         |
|  |                   |
|  | Nodocephalosaurus |
|  |                   |

|  | Ankylosaurus   |
|  |                |
|  | Anodontosaurus |
|  |                |

|  | Scolosaurus |
|  |             |
|  | Ziapelta    |
|  |             |

|  | Ankylosaurus   |
|  |                |
|  | Anodontosaurus |
|  |                |

|  | Scolosaurus |
|  |             |
|  | Ziapelta    |
|  |             |

|  | Talarurus         |
|  |                   |
|  | Nodocephalosaurus |
|  |                   |

|  | Ankylosaurus   |
|  |                |
|  | Anodontosaurus |
|  |                |

|  | Scolosaurus |
|  |             |
|  | Ziapelta    |
|  |             |

|  | Ankylosaurus   |
|  |                |
|  | Anodontosaurus |
|  |                |

|  | Scolosaurus |
|  |             |
|  | Ziapelta    |
|  |             |

|  | Talarurus         |
|  |                   |
|  | Nodocephalosaurus |
|  |                   |

|  | Ankylosaurus   |
|  |                |
|  | Anodontosaurus |
|  |                |

|  | Scolosaurus |
|  |             |
|  | Ziapelta    |
|  |             |

|  | Ankylosaurus   |
|  |                |
|  | Anodontosaurus |
|  |                |

|  | Scolosaurus |
|  |             |
|  | Ziapelta    |
|  |             |

|  | Saichania                                              |
|  |                                                        |
|  | \| \| Tarchia \| \| \| \| \| \| Zaraapelta \| \| \| \| |
|  |                                                        |
|  | Tarchia                                                |
|  |                                                        |
|  | Zaraapelta                                             |
|  |                                                        |

|  | Tarchia    |
|  |            |
|  | Zaraapelta |
|  |            |

|  | Talarurus         |
|  |                   |
|  | Nodocephalosaurus |
|  |                   |

|  | Ankylosaurus   |
|  |                |
|  | Anodontosaurus |
|  |                |

|  | Scolosaurus |
|  |             |
|  | Ziapelta    |
|  |             |

|  | Ankylosaurus   |
|  |                |
|  | Anodontosaurus |
|  |                |

|  | Scolosaurus |
|  |             |
|  | Ziapelta    |
|  |             |

|  | Talarurus         |
|  |                   |
|  | Nodocephalosaurus |
|  |                   |

|  | Ankylosaurus   |
|  |                |
|  | Anodontosaurus |
|  |                |

|  | Scolosaurus |
|  |             |
|  | Ziapelta    |
|  |             |

|  | Ankylosaurus   |
|  |                |
|  | Anodontosaurus |
|  |                |

|  | Scolosaurus |
|  |             |
|  | Ziapelta    |
|  |             |

|  | Talarurus         |
|  |                   |
|  | Nodocephalosaurus |
|  |                   |

|  | Ankylosaurus   |
|  |                |
|  | Anodontosaurus |
|  |                |

|  | Scolosaurus |
|  |             |
|  | Ziapelta    |
|  |             |

|  | Ankylosaurus   |
|  |                |
|  | Anodontosaurus |
|  |                |

|  | Scolosaurus |
|  |             |
|  | Ziapelta    |
|  |             |

|  | Talarurus         |
|  |                   |
|  | Nodocephalosaurus |
|  |                   |

|  | Ankylosaurus   |
|  |                |
|  | Anodontosaurus |
|  |                |

|  | Scolosaurus |
|  |             |
|  | Ziapelta    |
|  |             |

|  | Ankylosaurus   |
|  |                |
|  | Anodontosaurus |
|  |                |

|  | Scolosaurus |
|  |             |
|  | Ziapelta    |
|  |             |

|  | Saichania                                              |
|  |                                                        |
|  | \| \| Tarchia \| \| \| \| \| \| Zaraapelta \| \| \| \| |
|  |                                                        |
|  | Tarchia                                                |
|  |                                                        |
|  | Zaraapelta                                             |
|  |                                                        |

|  | Tarchia    |
|  |            |
|  | Zaraapelta |
|  |            |

|  | Talarurus         |
|  |                   |
|  | Nodocephalosaurus |
|  |                   |

|  | Ankylosaurus   |
|  |                |
|  | Anodontosaurus |
|  |                |

|  | Scolosaurus |
|  |             |
|  | Ziapelta    |
|  |             |

|  | Ankylosaurus   |
|  |                |
|  | Anodontosaurus |
|  |                |

|  | Scolosaurus |
|  |             |
|  | Ziapelta    |
|  |             |

|  | Talarurus         |
|  |                   |
|  | Nodocephalosaurus |
|  |                   |

|  | Ankylosaurus   |
|  |                |
|  | Anodontosaurus |
|  |                |

|  | Scolosaurus |
|  |             |
|  | Ziapelta    |
|  |             |

|  | Ankylosaurus   |
|  |                |
|  | Anodontosaurus |
|  |                |

|  | Scolosaurus |
|  |             |
|  | Ziapelta    |
|  |             |

|  | Talarurus         |
|  |                   |
|  | Nodocephalosaurus |
|  |                   |

|  | Ankylosaurus   |
|  |                |
|  | Anodontosaurus |
|  |                |

|  | Scolosaurus |
|  |             |
|  | Ziapelta    |
|  |             |

|  | Ankylosaurus   |
|  |                |
|  | Anodontosaurus |
|  |                |

|  | Scolosaurus |
|  |             |
|  | Ziapelta    |
|  |             |

|  | Talarurus         |
|  |                   |
|  | Nodocephalosaurus |
|  |                   |

|  | Ankylosaurus   |
|  |                |
|  | Anodontosaurus |
|  |                |

|  | Scolosaurus |
|  |             |
|  | Ziapelta    |
|  |             |

|  | Ankylosaurus   |
|  |                |
|  | Anodontosaurus |
|  |                |

|  | Scolosaurus |
|  |             |
|  | Ziapelta    |
|  |             |

## Paleoecología
Euoplocephalus , siguiendo las sinonizaciones propuestas por Coombs en 1971, se creía que existía por mucho más tiempo, y era miembro de faunas más distintas que cualquiera de sus contemporáneos, ya que estos fósiles datan de hace entre 76.5 y 67 millones de años, entre el Campaniano y el Maastrichtiano a finales del período Cretácico , provenientes del Parque de los Dinosaurios y las Formaciones del Cañón Horseshoe de Alberta, la Formación de Dos Medicinas de Montana y, posiblemente, de la Formación Oldman de Montana. Fósiles que inicialmente se creía que eran de la formación del río Judith de Montana, son en realidad de la Formación Dinosaur Park. Sin embargo, estudios recientes refirieron todas las muestras de formación de Cañón Herradura a Anodontosaurus, y todas las muestras de formación Dos Medicinas a Oohkotokia. Un ejemplar del Parque Dinosaurio más baja, o posiblemente de la Formación Oldman subyacente, fue reasignado de nuevo a Scolosaurus. Aunque el rango estratigráfico del holotipo de Euoplocephalus es incierto, todos los especímenes pueden ser referidos de manera confiable a E. tutus vino desde los 40 metros más bajos y los 10 metros más altos de la formación Dinosaur Park. No hay anquilosáuridos conocidos de los 20 a 25 metros superiores de la formación. Por lo tanto, todos los especímenes de Euoplocephalus datan de entre 76,4 o menos y 75,6 millones de años, en la etapa tardía de Campaniense.

## Paleobiología

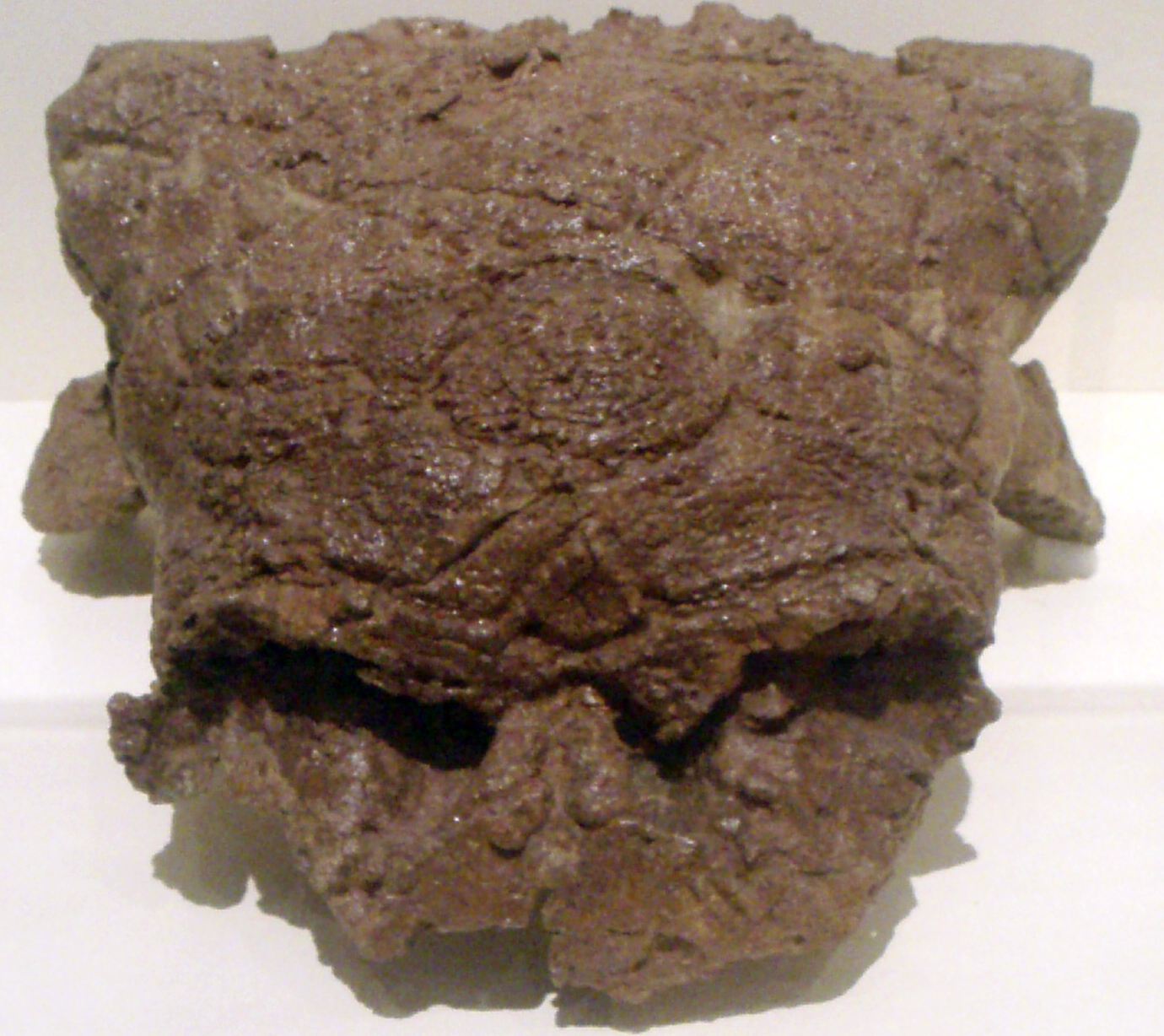
Cráneo parcial de un euoplocéfalo.

Según Coombs, Euoplocephalus pudo haber tenido la capacidad deo correr a la par con las de los rinocerontes modernos y el hipopótamo. Según la forma de la articulación húmero-hombro y la disposición de los músculos que sobresalen de la parte superior del brazo, parece que la parte superior del brazo está inclinada hacia afuera del cuerpo.. Coombs y Maryanska en 1990 observaron que los especímenes de Euoplocephalus generalmente se descubren como elementos aislados o esqueletos parciales, lo que sugiere que este animal se involucraba en hábitos solitarios y generalmente era solitario o vivía en grupos pequeños.
La armadura de Euoplocephalus puede haber tenido una cubierta queratinosa, o puede haber flotado en la piel, como se ve en los cocodrilos modernos . Además de la protección, la armadura fuertemente vascularizada puede haber tenido un papel en la termorregulación. Los huesos palpebrales sobre los ojos pueden haber proporcionado protección adicional para los ojos. Tales huesos se colocan en los  Euoplocephalus descubierto en la parte superior del ojo, en lugar de delante del borde superior del zócalo, que es la posición más común. Coombs explicó esto al suponer que estos huesos estaban ubicados en la musculatura del párpado y probablemente tenían la movilidad suficiente para moverse sobre los ojos.

### Defensa
La porra de cola de anquilosáuridos ha sido interpretado a menudo como un arma defensiva. En Euoplocephalus , la presencia de tendones osificados solo con la mitad distal de la cola puede apoyar tal función. Debido a que solo la mitad distal de la cola estaba rígida por los tendones, la mitad anterior aún podía moverse libremente de lado a lado. Los tendones osificados habrían transmitido la fuerza al abanicar la porra y reforzado las vértebras de soporte. La porra probablemente se sostuvo justo por encima del suelo, ya que no había suficiente musculatura para levantar la cola muy alto. Un estudio de 2009 llegó a la conclusión de que "las porras de los anquilosáuridos grandes podrían generar suficiente fuerza para romper el hueso durante los impactos, mientras que la de los medianos y pequeños no podrían". También concluyó que "el comportamiento de balanceo de la cola es factible en anquilosáuridos, pero no se sabe si la cola se usó para la defensa interespecífica, el combate intraespecífico, o ambos". El club de la cola podría oscilar hacia abajo, hacia los frágiles metatarsianos o espinillas de los terópodos que los atacan.

### Sentidos y el flujo de aire
Euoplocephalus tenía ojos relativamente pequeños, pero esto no significa necesariamente que tuviera una visión restringida. Las complejas vías respiratorias observadas en el cráneo sugieren que Euoplocephalus tenía un buen sentido del olfato, aunque en 1978 un examen de los moldes del endocráneo no mostró una región olfativa agrandada del cerebro. Teresa Maryanska, que ha trabajado extensivamente en anquilosáuridos de Mongolia, sugirió que las vías respiratorias se usaron principalmente para realizar un tratamiento similar al de un mamífero con aire inhalado, basado en la presencia y disposición de huesos especializados, que están presentes en Euoplocephalus.
Un estudio de 2011 encontró que los pasajes nasales de Euoplocephalus eran en bucle y complejos, posiblemente una adaptación para el balance de la humedad y calor de aire inspirado y la resonancia vocal y los investigadores descubrieron una cámara ampliada y vascularizada en la parte posterior del tracto nasal, que los autores consideraron una adaptación para mejorar su sentido del olfato. Los investigadores también lograron reconstruir el oído interno del dinosaurio y llegaron a la conclusión de que era capaz de escuchar a bajas frecuencias. Ellos sugirieron que esto podría haber sido una adaptación a la audición de sonidos resonantes de tonos bajos producidos por los pasajes nasales.

### Dieta
Se cree que Euoplocephalus , como otros anquilosáuridos, fue un herbívoro. Tenía un hocico ancho, lo que podría indicar que era un alimentador no selectivo, tal vez similar a un hipopótamo. Esto proporcionaría una separación de nichos de los nodosáuridos contemporáneos con hocicos más estrechos. Históricamente, se ha pensado que los anquilosáuridos se alimentan con simples movimientos hacia arriba y hacia abajo de las mandíbulas. Georg Haas en 1969 examinaron la evidencia de los músculos de la mandíbula de dos cráneos, AMNH 5337 y AMNH 5405 y concluyeron que a pesar del gran tamaño de los cráneos, la musculatura asociada era relativamente débil. También pensó que el movimiento de la mandíbula era en gran parte ortogonal, solo en el plano vertical. Haas extrapola de esto que los dinosaurios como Euoplocephalus probablemente comieron una vegetación relativamente suave y no abrasiva.
Sin embargo, investigaciones posteriores indicaron que el movimiento de la mandíbula hacia adelante y hacia los lados era posible, ya que el cráneo podía soportar fuerzas considerables. Euoplocephalus parece haber sido capaz de hacer movimientos más complejos. El desgaste de los dientes y las articulaciones de la mandíbula, dentro de la mandíbula inferior y en la articulación cuadrada de la mandíbula inferior, sugieren que las mandíbulas inferiores se retraían durante la alimentación, y también giraron ligeramente hacia adentro. Esta acción habría cortado la comida.

## En la cultura popular
El Euoplocephalus aparece en la novela Parque Jurásico del escritor estadounidense Michael Crichton como una de las quince especies de dinosaurio recreados genéticamente.